# Аралколь (озеро)
Аралколь (каз. Аралкөл) — озеро в Жамбылском районе Северо-Казахстанской области Казахстана. Находится в 9 км к юго-западу от села Кара-Камыс и в 4 км от села Бауманское.
По данным топографической съёмки 1944 года, площадь поверхности озера составляет 2 км². Наибольшая длина озера — 1,9 км, наибольшая ширина — 1,6 км. Длина береговой линии составляет 5,6 км, развитие береговой линии — 1,1. Озеро расположено на высоте 158,7 м над уровнем моря.